# پستیش
پستیش (به صربی: Pestiš) یک منطقهٔ مسکونی در صربستان است که در پروکوپلیه واقع شده‌است. پستیش ۲۲ نفر جمعیت دارد.